# MAN TGL
 (août 2016).
Si vous disposez d'ouvrages ou d'articles de référence ou si vous connaissez des sites web de qualité traitant du thème abordé ici, merci de compléter l'article en donnant les références utiles à sa vérifiabilité et en les liant à la section « Notes et références ».
Le MAN TGL est un camion de distribution produit par le constructeur allemand MAN depuis 2005.

## Historique
En 2020, MAN présente une toute nouvelle version de son TGL. L'intérieur comme l'extérieur ont été remaniés.
Le nouveau TGL est disponible en plusieurs versions : 4 et 6 cylindres en ligne diesel.
Le moteur 4 cylindres couvre une puissance allant de 160 à 220 chevaux. Le 6 cylindres est décliné en 250 chevaux.